# 야네 콜링
야네 콜링(덴마크어: Janne Kolling, 1968년 7월 12일~)은 덴마크의 전직 핸드볼 선수로 현역 시절 포지션은 라이트윙이다. 1996년과 2000년 하계 올림픽에서 금메달을 획득했고 세계 선수권 대회 1회 우승, 유럽 선수권 대회 2회 우승을 차지했다. 또한 그녀는 덴마크 대표팀 선수로서 250경기 출전하여 대표팀 최다 출전 기록을 갱신했다. 또한 국가대표팀에서 756골을 넣으며 덴마크 여자 대표팀 역대 득점 순위 2위에 올랐다.